# U-dong
U-dong (koreanska: 우동) är en stadsdel i staden Busan i den sydöstra delen av  Sydkorea, 300 km sydost om huvudstaden Seoul. Den ligger i nordöstra delen av centrala staden i stadsdistriktet Haeundae-gu.
Här finns konstmuseumet Busan Museum of Art.

## Indelning
Administrativt är U-dong indelat i:
| Namn  | Namn          | Yta km² | Invånare 31 dec 2018 |
| ----- | ------------- | ------- | -------------------- |
| 우1동 | U 1(il)-dong  | 6,96    | 22 610               |
| 우2동 | U 2(i)-dong   | 3,21    | 31 904               |
| 우3동 | U 3(sam)-dong | 0,83    | 28 993               |